# Lee Kang-hyo
Lee Kang-hyo —이강효 en hangul— (Seül, Sudogwon, 1961) és un artista plàstic sud-coreà. Treballa amb la tècnica del buncheong, una tècnica ceràmica tradicional de Corea del Sud que barreja la ceràmica amb la pintura, a través de la que construeix grans pots anomenats Onggi. Les seves obres es troben actualment exposades en més de deu museus d'arreu del món, incloent el Museu Britànic i el Victoria and Albert Museum al Regne Unit, el Museu de Belles Arts de Boston, i el Musée national de Céramique a Sevres (França).

## Educació i carrera primerenca
Des de ben jove, Lee Kang-hyo es va interessar per l'art i va experimentar amb diferents tècniques i materials, entrant en els camps de l'escultura amb fusta, el dibuix i la pintura específicament. Quan va acabar l'institut, va decidir que volia convertir-se en artista i va entrar a la Universitat de Hongik per estudiar arts ceràmiques.

## Onggi
Durant els anys seixanta, l'escultura ceràmica s'havia tornat popular a Corea del Sud, però tots els artistes aleshores tractaven d'imitar l'estil occidental de la ceràmica. Lee Kang-hyo, en canvi, es fixaria en el que ja existia d'abans en la tradició artística i cultural del país. Específicament, ell es va fixar en els grans gerros que es posaven als voltants de les cases en fileres. Aquests gerros estaven elaborats amb una tècnica anomenada Onggi, afegint sorra a un tipus d'argila rica en ferro que fa aquests gerros resistents a l'aigua. A la vegada però, el material té certa porositat que permet el pas de l'aire. Amb tot, aquests gerros eren perfectes per emmagatzemar aliments fermentats. Tradicionalment, una vegada a l'any les famílies es reunien per elaborar els aliments i emmagatzemar-los en els pots, de manera que podien resistir tot un any sense malmetre's.
Lee Kang-hyo es va interessar per tota la tradició que envoltava als gerros Onggi i, sobretot, per la seva forma i volums, així com per les proporcions enormes i esculturals d'aquests gerros. L'artista va decidir dedicar-se a aquesta tècnica plenament.
Durant la dècada de 1970, van arribar mètodes de conserva molt més moderns i útils que els gerros coreans tradicionals, i la tècnica de l'Onggi va caure ràpidament en l'oblit, cosa que va suposar un obstacle per Lee Kang-hyo, ja que ningú va poder proporcionar-li coneixements sobre la tècnica. És per això que el 1985, dos anys després d'haver-se graduat de la universitat, els quals va estar complint el servei militar obligatori, Lee Kang-hyo va traslladar-se a Ulsan, una regió al sur Corea, per aprendre la tècnica de l'Onggi del també ceramista Hwang Mal-Su.
Lee Kang-hyo va passar anys perfeccionant la seva tècnica de l'Onggi, aprenent del seu mestre Hwang Mal-su fins a l'any 1988. Més tard, va començar a treballar per un antic professor seu de la universitat.

## Estudi propi i actualitat
Després de passar tres anys treballant pel seu professor, Lee-Kang-hyo va reunir tots els seus estalvis i, juntament amb la seva dona, Kyong Hee, amb qui s'hi havia casat mentre ell estudiava amb Hwang Mal-su, va decidir començar el seu propi estudi.
A partir d'aleshores, Lee Kang-hyo va experimentar amb diferents formats i tipus d'argila. Al final, va descobrir la tècnica del Buncheong, una tècnica molt antiga que consisteix a decorar els gerros amb una espècie d'esmalt i formes senzilles. Lee Kang-hyo va agafar el concepte d'aquesta tècnica i el va portar més enllà, convertint els gerros que elabora en llenços on pintar-hi, no només de forma plana, sinó que també a través d'incisions i agressions al material.
Actualment, Lee elabora formes sobre els gerros amb tot tipus d'instruments i eines. Ell sempre busca en els seus gerros un cert reflex d'aquestes tècniques tradicionals. A la vegada, a través de formes espontànies i dinàmiques, intenta reflectir el seu estat espiritual i una certa voluntat de representar la natura d'una forma més aviat conceptual en els gerros que elabora. Lee Kang-hyo busca una connexió espiritual amb l'audiència. Sovint utilitza la música per plasmar la seva inspiració en les seves obres.

## Exhibicions
L'obra de Lee Kang-hyo ha estat exposada a diverses galeries, museus i fires internacionals des de principis dels anys 90, quan va guanyar reconeixement internacional. Ha exposat a diverses galeries a Corea del Sud, així com a galeries als Estats Units i a altres espais i institucions d'arreu del món, tant de forma individual com en exposicions temàtiques, i també a col·leccions públiques de museus de molt reconeixement.